# Siciliaanse spitsmuis
De Siciliaanse spitsmuis (Crocidura sicula)  is een zoogdier uit de familie van de spitsmuizen (Soricidae). De wetenschappelijke naam van de soort werd voor het eerst geldig gepubliceerd door Miller in 1900.